# Noah Baumbach
Noah Baumbach, född 3 september 1969 i Brooklyn i New York, är en amerikansk manusförfattare, filmregissör och filmproducent.
År 2006 nominerades Baumbach till en Oscar för bästa originalmanus för manusarbetet med The Squid and the Whale.
År 2005 gifte sig Baumbach med skådespelaren Jennifer Jason Leigh och 2010 ansökte de om skilsmässa. Paret har en son tillsammans. I samband med att Baumbach regisserade Greenberg 2010 lärde han känna skådespelaren Greta Gerwig. De två har kommit att arbeta tillsammans i flera av hans filmer, bland annat har de skrivit manus till både Frances Ha (2012) och Mistress America (2015) tillsammans. År 2018 blev det officiellt att Baumbach och Gerwig även hade ett förhållande privat och i mars 2019 föddes parets son.

## Filmografi, i urval
- 2005 – Kicking and Screaming
- 2004 – Life Aquatic
- 2006 – The Squid and the Whale
- 2007 – Margot at the Wedding
- 2010 – Greenberg
- 2012 – Frances Ha
- 2014 – While We're Young
- 2015 – Mistress America
- 2017 – The Meyerowitz Stories (New and Selected)
- 2019 – Marriage Story
- 2023 – Barbie